# Adobe Flash Player
Adobe Flash Player, daw. Macromedia Flash Player, oznaczony jako Shockwave Flash (w przeglądarkach: Google Chrome, Firefox, Internet Explorer) – nieistniejąca już multimedialna wtyczka do przeglądarek internetowych i jednocześnie odtwarzacz animacji rozwijany i dystrybuowany przez firmę Adobe Inc. Flash Player był wirtualną maszyną, która uruchamiała pliki SWF tworzone za pomocą narzędzi projektowych Adobe oraz wielu innych programów firm trzecich.
W lipcu 2017 roku Adobe oznajmiło, że koniec wsparcia dla Flash Playera nastąpi w 2020 roku. Adobe zaprzestał obsługi Flash Playera po 31 grudnia 2020 (data wycofania z rynku). Aby pomóc zabezpieczyć systemy użytkowników, firma Adobe stworzyła aktualizację blokujące treści Flash w programie Flash Player od 12 stycznia 2021 r. Firma zaleciła również wszystkim użytkownikom natychmiastowe odinstalowanie Flash Playera w celu ochrony ich systemów. Otwarte standardy, takie jak HTML5, WebGL i WebAssembly, służą jako alternatywy dla treści Flash. Główni dostawcy przeglądarek integrują te otwarte standardy ze swoimi przeglądarkami i wycofują inne wtyczki (takich jak Flash Player).
Oprogramowanie jest nadal dostępne dla osób, które go zainstalowały bądź pobiorą instalator. Do jego poprawnego działania potrzebne są ręczne zmiany ustawień (rozbrojenie „bomby logicznej” czy zablokowanie automatycznych aktualizacji).
Istnieją również aplikacje, które w różnym stopniu obsługują format plików stworzonych w Adobe Flash. Przykładami takich aplikacji jest Gnash, będący częścią projektu GNU oraz biblioteka języka C o nazwie ming. Internet Archive umożliwia wyświetlanie zarchiwizowanych plików flash, korzystając z oprogramowania napisanego w języku Rust. Istnieją także biblioteki Open Source w języku JavaScript, które umożliwiają odtwarzanie plików flash w przeglądarce.

## Kontrowersje
W kwietniu 2010 roku Steve Jobs, ówczesny prezes firmy Apple Inc., skrytykował stabilność Flash Playera, gdyż zauważył awarię komputera Mac, której przyczyną był Flash, twierdząc, że Flash jest pełen błędów w działaniu.
W niektórych przeglądarkach, starsza wersja wtyczki Flash musiała być odinstalowana przed instalacją nowszej wersji. Od wersji 11.2, pojawiła się opcja automatycznej aktualizacji.